# Aspidopterys cavaleriei
Aspidopterys cavaleriei là một loài thực vật có hoa trong họ Malpighiaceae. Loài này được H.Lév. mô tả khoa học đầu tiên năm 1911.